# Madagaskargråfågel
Madagaskargråfågel (Ceblepyris cinereus) är en fågel i familjen gråfåglar inom ordningen tättingar.

## Utbredning och systematik
Madagaskargråfågel delas in i tre underarter:
- Ceblepyris cinereus cinereus - förekommer på norra och östra Madagaskar
- Ceblepyris cinereus pallidus - förekommer på västra och södra Madagaskar

Tidigare behandlades komorgråfågel som en underart till madagaskargråfågel och vissa gör det fortfarande.

### Släktestillhörighet
Madagaskargråfågeln placerades tidigare i släktet Coracina. Den och flera andra afrikanska gråfåglar lyfts dock numera oftast ut till släktet Ceblepyris efter genetiska studier.

## Status och hot
Arten har ett stort utbredningsområde, men tros minska i antal, dock inte tillräckligt kraftigt för att den ska betraktas som hotad. Internationella naturvårdsunionen IUCN listar arten som livskraftig (LC).